# ジャケぐるみくーた
ジャケぐるみくーたとはウィズから2011年8月6日に発売している着ぐるみの形をしたiPhoneケースである。
専用の無料アプリをダウンロードすると、ディスプレイに「くーた」の顔が現れ、フリック（はじく）、タップ（軽く叩く）、ピンチ（つまむ）等の操作で、いろいろな反応を示す。
装着したままイヤホンの接続や充電もできる。イヤホンの隣にフックループが付いており、チェーンなどでカバン等にかけることが出来る。
手足の肉球の部分はディスプレイクリーナーにもなる。両手部分にマジックテープが付いており、腕組み状態にさせるとディスプレイを保護することが出来る。
ブロガー・モデルの、まつゆう*が、企画アドバイザーとして参加している。